# Пес-примара: Шлях самурая
«Пес-примара: Шлях самурая» (англ. Ghost Dog: The Way of the Samurai) — кримінальний фільм 1999 року сценариста і режисера Джима Джармуша. Форест Вітакер виконав роль головного героя, таємничого «Пса-примари», найманого вбивці, який працює на мафію та дотримується стародавнього кодексу самураїв, зазначеного в книзі Ямамото Цунетомо «Хагакуре».

## У ролях
| Актор            | Роль                |
| ---------------- | ------------------- |
| Форест Вітакер   | «Пес-примара»       |
| Ісаак де Банколе | Раймон              |
| Джон Тормі       | Луї                 |
| Генрі Сільва     | Рей Варго           |
| Кліфф Горман     | Сонні Валеріо       |
| Камілл Вінбуш    | Перлін              |
| RZA              | самурай у камуфляжі |
| Гарі Фармер      | «Ніхто»             |

## Виробництво
Фільм знімався переважно в Джерсі-Сіті, штат Нью-Джерсі, але у фільмі ніколи не згадується, де відбувається історія. Номерні знаки показують, що герої знаходяться в «Промисловому штаті» а транспортний засіб з іншого штату має номерний знак «Шосейний штат», обидва з яких є вигаданими прізвиськами штату.

## Саундтрек
| #  | Назва                     | Тривалість |
| -- | ------------------------- | ---------- |
| 1. | «Ice-Cream»               |            |
| 2. | «Fast Shadow»             |            |
| 3. | «Raise Your Sword»        |            |
| 4. | «From Then Till Now»      |            |
| 5. | «Armagideon Time»         |            |
| 6. | «Nuba One»                |            |
| 7. | «Cold Lampin With Flavor» |            |
| 8. | «Dangerous Fun»           |            |

## Культурні відсилання
Критики розглядають цей фільм як данину поваги фільму Жана-П'єра Мельвіля «Самурай» 1967 року з Аленом Делоном у головній ролі. «Самурай» відкривається цитатою з вигаданої «Книги Бусідо», після чого нам представляють самотнього головного героя — Джефа Костелло. Так само, як у «Пса-примари» є електронний «ключ» для проникнення в розкішні машини, Костелло має величезне кільце ключів, що дозволяє йому вкрасти будь-який Citroën DS. Кінцівки мають спільну ключову схожість. Більше того, особливі стосунки між героями фільмів і птахами, як супутниками та вісниками небезпеки, є ще однією загальною темою.
Фільм містить ряд відсилань до фільму Сейдзюна Судзукі «Народжений вбивати» 1967 року, наприклад, коли птах приземляється на приціл гвинтівки.